# Fox Valley n.º 171
Fox Valley n.º 171 es un municipio rural canadiense situado en la provincia de Saskatchewan.

## Superficie
Fox Valley n.º 171 tiene una superficie de 1253,4 km².

## Demografía
En 2021, tenía 344 habitantes, una densidad poblacional de 0,3 hab./km², y 91 viviendas.